# Хойново (Любуське воєводство)
Хойново (пол. Chojnowo, нім. Kunow) — село в Польщі, у гміні Бобровиці Кросненського повіту Любуського воєводства.
Населення — 62 особи (2011).
У 1975-1998 роках село належало до Зеленогурського воєводства.

## Демографія
Демографічна структура станом на 31 березня 2011 року:
|          | Загалом | Допрацездатний вік | Працездатний вік | Постпрацездатний вік |
| -------- | ------- | ------------------ | ---------------- | -------------------- |
| Чоловіки | 30      | 9                  | 18               | 3                    |
| Жінки    | 32      | 8                  | 17               | 7                    |
| Разом    | 62      | 17                 | 35               | 10                   |